# Jungle Jack - Il grande film del piccolo Ugo!
Jungle Jack - Il grande film del piccolo Ugo! (Jungledyret 2 - den store filmhelt) è un film d'animazione del 1996 diretto da Stefan Fjeldmark e Flemming Quist Møller. 
Il film è un sequel de La grande avventura di Jungle Jack. Nel 2007 ne uscì un seguito in CGI intitolato Jungledyret Hugo 3 Fræk, flabet og fri, ancora inedito in Italia.

## Trama
Il sequel si svolge alcuni mesi dopo gli eventi del film originale. Il Jungle Jack Ugo, l'animaletto dall'aspetto molto raro ed estremamente ricercato, si annoia nella giungla per mancanza della sua amica volpacchiotta Rita. Lui inizia a raccontare agli altri animali della foresta le sue avventure a Copenaghen, così come le sue esperienze con gli esseri umani. A Copenaghen, anche Rita sente la mancanza di Ugo.
Nel frattempo, il produttore Conrad Cupmann cerca di riprendere da dove lui e la sua ex-moglie Ghertrude Scorpio aveva fallito ricatturando l'animaletto salvato per poi farlo veramente recitare nel prossimo film intitolato “La bella e la bestiola”. I collaboratori di Cupmann portano un bulldozer nella giungla e provocano un incendio per costringere Jungle Ugo Jack a venire fuori. Tutto sta andando come previsto e l'animaletto riviene catturato dagli uomini di Cupmann.
Tornato a Copenaghen, Ugo si ritrova rinchiuso in una camera e Cupmann cerca d'insegnargli ad obbedire e, vedendolo rifiutare l'idea di soddisfare i suoi desideri, lo minaccia di lasciarlo senza cibo. Ad insegnare Ugo a sapere il significato di recitare, viene inviata una cagnolina  ex star del cinema. Con l'aiuto di una pettirosso futura madre, Rita e Ugo si ritrovano, ma il raro animaletto è rinchiuso e Rita viene scacciata da un cane da guardia.
Ugo, non sapendo che altro fare, decide di recitare per la gioia di Cupmann, ma non è di gusto a Rita che non riconosce più Ugo. Il piccolo animale realizza il suo cambiamento e fugge dallo studio raggiungendo Rita alla sua tana. Tuttavia, egli è stato braccato da Conrad e Ugo e Rita prendono un treno per sfuggirgli. L'animaletto e la volpacchiotta poi decidono di cercare un posto per vivere. Così saltano dalla stazione, si nota che sono sempre perseguiti dagli uomini di Conrad.
I due amici si nascondono in un allevamento di maiali industriale con i maiali stipati insieme. Ugo conduce una rivolta e i maiali fuggono dalla loro prigione. I due amici forzano la sorveglianza di Cupmann giungendo nel fitto della foresta. Rita poi trova una vecchia tana di tasso in cui si stabiliscono. Tuttavia, se Rita è felice, Ugo fatica ad adattarsi e questo causa un litigio che provoca la separazione della volpacchiotta dall'animaletto.
Mentre Ugo si mette in cammino per tornare da Cupmann, lo sorprende mentre da istruzioni ai suoi uomini di uccidere Rita. Spaventata, la volpacchiotta trova l'animaletto e si riappacifica con lui aiutandolo a fuggire. Rita e Ugo, su consiglio della famiglia della pettirossa reincontrata, cercheranno di raggiungere le terre calde del sud a bordo di un treno. Passano attraverso un lago ghiacciato per la linea ferroviaria. Mentre sono quasi arrivati, sono circondati da Conrad Cupmann ed i suoi uomini fino a venir salvati dal capo dei maiali che rompe il ghiaccio. Tuttavia, Conrad stando davanti ad Ugo minaccia di sparargli un dardo ipodermico, viene alla fine fermato da Miss Sensuela, la nuova stella degli studi, e trascinato via dalla polizia.
Finalmente salvi, Ugo e Rita si reinnamorano l'uno dell'altra, riescono a raggiungere il treno e si dirigono a sud.

## Distribuzione
Uscito nei cinema danesi il 25 dicembre 1996, il film è uscito nei cinema italiani l'11 dicembre 1998.

### Edizioni Home Video
In Italia il film è stato pubblicato in VHS dalla Optus Home Video in aprile 2000.